# División de Honor (Schach) 2007
Die División de Honor (Schach) 2007 war die 13. Saison der División de Honor und gleichzeitig die 51. Spanische Mannschaftsmeisterschaft im Schach, sie wurde mit zwölf Mannschaften ausgetragen. Meister wurde der Titelverteidiger CA Linex-Magic Mérida, aus der Primera División waren CCA CajaCanarias Santa Cruz, CA Llanera Alzira, CE Foment Martinenc Barcelona und CA La Caja Las Palmas aufgestiegen. Rein sportlich erreichte Santa Cruz als einziger Aufsteiger den Klassenerhalt, während die übrigen Aufsteiger zusammen mit UGA Barcelona abgestiegen wären. Da allerdings CA Intel-Tiendas UPI Mancha Real seine Mannschaft zurückzog, erreichte CE Foment Martinenc Barcelona als bester Absteiger noch den Klassenerhalt.
Zu den Mannschaftskadern der teilnehmenden Vereine siehe Mannschaftskader der División de Honor (Schach) 2007.

## Modus
Die zwölf teilnehmenden Mannschaften spielten in zwei Vorgruppen mit sechs Mannschaften ein einfaches Rundenturnier. In beiden Gruppen qualifizierten sich die beiden Ersten für die Endrunde, während die beiden Letzten in die Primera División abstieg. Gespielt wurde an sechs Brettern, über die Platzierung entschied zunächst die Zahl der Brettpunkte (ein Punkt für einen Sieg, ein halber Punkt für ein Remis, kein Punkt für eine Niederlage) und danach die Anzahl der Mannschaftspunkte (zwei Punkte für einen Sieg, ein Punkt für ein Unentschieden, kein Punkt für eine Niederlage). Die Endrunde wurde im K.-o.-System ausgetragen, wobei auch der dritte Platz ausgespielt wurde. 

## Termine und Spielort
Die erste Vorrunde wurde vom 20. bis 24. Juni in Lugo gespielt, die zweite vom 27. Juni bis 1. Juli in Torrelavega. Die Endrunde wurde am 20. und 21. Oktober in Calvià ausgerichtet.

## Vorrunde

### Gruppeneinteilung
Die zwölf Mannschaften wurden wie folgt in die zwei Vorrunden eingeteilt:
| Gruppe 1                        | Gruppe 2                                      |
| ------------------------------- | --------------------------------------------- |
| CA Linex-Magic Mérida (1)       | CA Cuna de Dragones-Ajoblanco Mérida (2)      |
| CA Reverté Albox (4)            | CA Intel-Tiendas UPI Mancha (3)               |
| Iretza-Gros XT (5)              | CA Escuela Int. Kasparov-Marcote Mondariz (6) |
| UGA Barcelona (9)               | CA Solvay Torrelavega (7)                     |
| CCA CajaCanarias Santa Cruz (A) | CE Foment Martinenc Barcelona (A)             |
| CA Llanera Alzira (A)           | CA La Caja Las Palmas (A)                     |

Anmerkung: In Klammern ist die Vorjahresplatzierung angegeben, Aufsteiger sind stattdessen durch ein "A" gekennzeichnet.

### Gruppe 1
UGA Barcelona hatte vor der letzten Runde praktisch keine Chance mehr auf den Klassenerhalt, während die übrigen Entscheidungen in der Schlussrunde fielen.

#### Abschlusstabelle
| Pl. | Verein                          | Sp | G | U | V | Brett-P.  | Mannsch.-P. |
| --- | ------------------------------- | -- | - | - | - | --------- | ----------- |
| 01. | CA Linex-Magic Mérida (M)       | 5  | 3 | 2 | 0 | 19,0:11,0 | 8:2         |
| 02. | Iretza-Gros XT                  | 5  | 3 | 1 | 1 | 18,0:12,0 | 7:3         |
| 03. | CCA CajaCanarias Santa Cruz (N) | 5  | 3 | 2 | 0 | 17,5:12,5 | 8:2         |
| 04. | CA Reverté Albox                | 5  | 2 | 1 | 2 | 14,0:16,0 | 5:5         |
| 05. | CA Llanera Alzira (N)           | 5  | 1 | 0 | 4 | 12,0:18,0 | 2:8         |
| 06. | UGA Barcelona                   | 5  | 0 | 0 | 5 | 9,5:20,5  | 0:10        |

#### Entscheidungen
|     | qualifiziert für die Endrunde: CA Linex-Magic Mérida, Iretza-Gros XT |
|     | Absteiger in die Primera División: CA Llanera Alzira, UGA Barcelona  |
| (M) | Titelverteidiger                                                     |
| (N) | Vorjahresaufsteiger                                                  |

#### Kreuztabelle
| Ergebnisse | Ergebnisse                  | 01. | 02. | 03. | 04. | 05. | 06. |
| ---------- | --------------------------- | --- | --- | --- | --- | --- | --- |
| 01.        | CA Linex-Magic Mérida       |     | 4½  | 3   | 3   | 4   | 4½  |
| 02.        | Iretza-Gros XT              | 1½  |     | 3   | 4½  | 4½  | 4½  |
| 03.        | CCA CajaCanarias Santa Cruz | 3   | 3   |     | 3½  | 4   | 4   |
| 04.        | CA Reverté Albox            | 3   | 1½  | 2½  |     | 3½  | 3½  |
| 05.        | CA Llanera Alzira           | 2   | 1½  | 2   | 2½  |     | 4   |
| 06.        | UGA Barcelona               | 1½  | 1½  | 2   | 2½  | 2   |     |

### Gruppe 2
Während die Endrundenqualifikation von CA Cuna de Dragones-Ajoblanco Mérida und der Abstieg von CE Foment Martinenc Barcelona und CA La Caja Las Palmas vor der letzten Runde so gut wie sicher war, fiel die Entscheidung über den zweiten Endrundenteilnehmer erst im direkten Vergleich zwischen CA Intel-Tiendas UPI Mancha Real und CA Solvay Torrelavega. Durch den Rückzug von CA Intel-Tiendas UPI Mancha Real erreichte CE Foment Martinenc Barcelona dennoch den Klassenerhalt.

#### Abschlusstabelle
| Pl. | Verein                                    | Sp | G | U | V | Brett-P.  | Mannsch.-P. |
| --- | ----------------------------------------- | -- | - | - | - | --------- | ----------- |
| 01. | CA Cuna de Dragones-Ajoblanco Mérida      | 5  | 3 | 1 | 1 | 19,0:11,0 | 7:3         |
| 02. | CA Intel-Tiendas UPI Mancha Real          | 5  | 3 | 1 | 1 | 17,5:12,5 | 5:3         |
| 03. | CA Solvay Torrelavega                     | 5  | 3 | 1 | 1 | 16,0:14,0 | 7:3         |
| 04. | CA Escuela Int. Kasparov-Marcote Mondariz | 5  | 1 | 2 | 2 | 14,0:16,0 | 4:6         |
| 05. | CE Foment Martinenc Barcelona (N)         | 5  | 1 | 1 | 3 | 12,0:18,0 | 3:7         |
| 06. | CA La Caja Las Palmas (N)                 | 5  | 1 | 0 | 4 | 11,5:18,5 | 2:8         |

#### Entscheidungen
|     | qualifiziert für die Endrunde: CA Cuna de Dragones-Ajoblanco Mérida, CA Intel-Tiendas UPI Mancha Real             |
|     | Absteiger in die Primera División: CA Intel-Tiendas UPI Mancha Real (freiwilliger Rückzug), CA La Caja Las Palmas |
| (N) | Vorjahresaufsteiger                                                                                               |

#### Kreuztabelle
| Ergebnisse | Ergebnisse                                | 01. | 02. | 03. | 04. | 05. | 06. |
| ---------- | ----------------------------------------- | --- | --- | --- | --- | --- | --- |
| 01.        | CA Cuna de Dragones-Ajoblanco Mérida      |     | 3   | 2½  | 4½  | 4   | 5   |
| 02.        | CA Intel-Tiendas UPI Mancha Real          | 3   |     | 4   | 2   | 4½  | 4   |
| 03.        | CA Solvay Torrelavega                     | 3½  | 2   |     | 3   | 4   | 3½  |
| 04.        | CA Escuela Int. Kasparov-Marcote Mondariz | 1½  | 4   | 3   |     | 3   | 2½  |
| 05.        | CE Foment Martinenc Barcelona             | 2   | 1½  | 2   | 3   |     | 3½  |
| 06.        | CA La Caja Las Palmas                     | 1   | 2   | 2½  | 3½  | 2½  |     |

## Endrunde

### Übersicht
|  | Halbfinale                           | Halbfinale            |                                  |   | Finale | Finale |
|  |                                      |                       |                                  |   |        |        |
|  | Iretza Gros XT                       | 2                     |                                  |   |        |        |
|  | CA Cuna de Dragones-Ajoblanco Mérida | 4                     |                                  |   |        |        |
|  |                                      |                       |                                  |   |        |        |
|  |                                      |                       |                                  |   |        |        |
|  | CA Cuna de Dragones-Ajoblanco Mérida | 2½                    |                                  |   |        |        |
|  |                                      | CA Linex-Magic Mérida | 3½                               |   |        |        |
|  |                                      |                       |                                  |   |        |        |
|  | Spiel um Platz drei                  |                       |                                  |   |        |        |
|  |                                      |                       | CA Intel-Tiendas UPI Mancha Real | 4 |        |        |
|  | CA Linex-Magic Mérida                | 3½                    | Iretza Gros XT                   | 2 |        |        |
|  | CA Intel-Tiendas UPI Mancha Real     | 2½                    |                                  |   |        |        |

### Entscheidungen
|  | Spanischer Mannschaftsmeister: CA Linex-Magic Mérida |

### Halbfinale
Nach zwei knappen Wettkämpfen stand fest, dass wie im Vorjahr die Vereine aus Mérida das Finale bestreiten würden.

### Finale und Spiel um Platz 3
Beide Wettkämpfe sahen knappe Entscheidungen.

## Die Meistermannschaft
| 1.            | CA Linex-Magic Mérida |
| Schachfiguren | Alexei Schirow, Michael Adams, Ruslan Ponomarjow, Wladimir Hakobjan, Sergei Rubljowski, Gabriel Sarkissjan, Iwan Tscheparinow, Manuel Pérez Candelario, Juan Manuel Carrasco Martínez. |